# Chính sách thị thực của Oman
Du khách đến Oman phải xin thị thực trước khi khởi hành trừ khi họ đến từ một trong những quốc gia được miễn thị thực hoặc có thể xin thị thực tại cửa khẩu.
Công dân của quốc gia thành viên Cộng đồng Phối hợp Vùng vịnh có thể đến Oman mà không có giới hạn về thị thực. Công dân của 68 quốc gia khác được cấp thị thực miễn phí tại cửa khẩu Oman có hiệu lực 30 ngày. Tất cả du khách phải có hộ chiếu có hiệu lực 66 tháng.

## Bản đồ chính sách thị thực

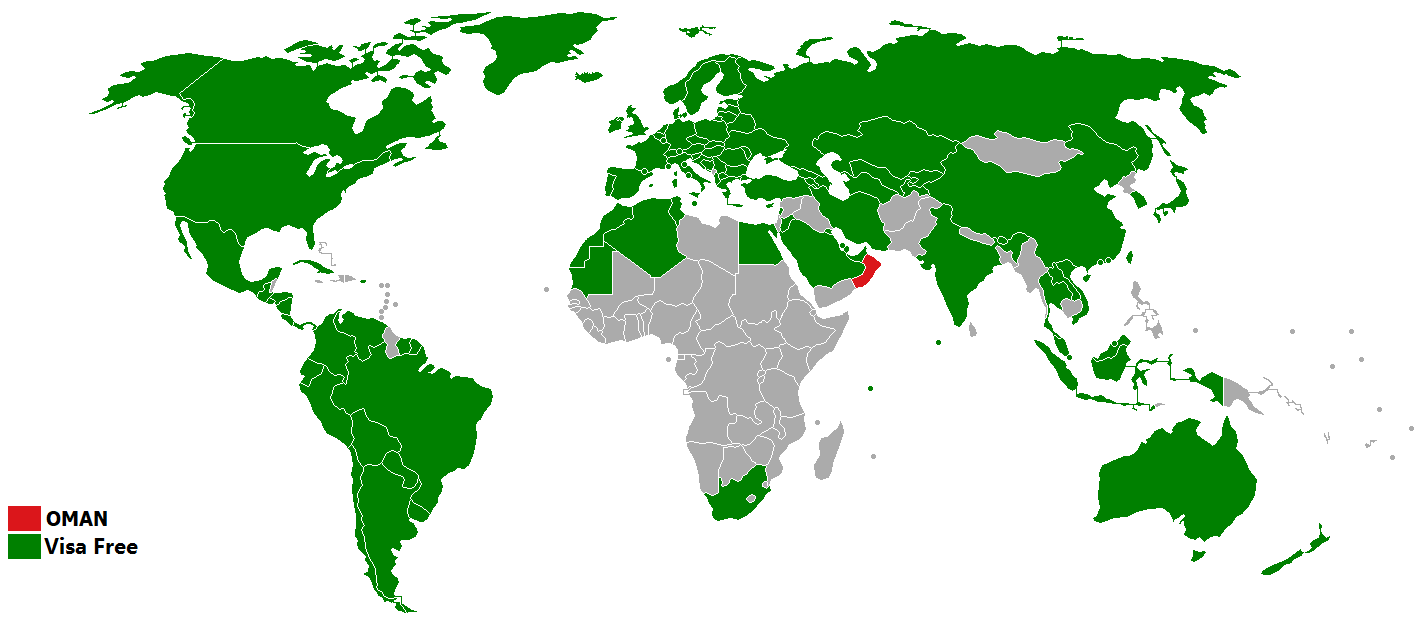
Chính sách thị thực của Oman
Oman
Miễn thị thực
Thị thực tại cửa khẩu hoặc thị thực điện tử
Cần xin thị thực

## Miễn thị thực
Công dân của các quốc gia sau không cần thị thực để đến Oman:
| - Ả Rập Xê Út - Bahrain - Các Tiểu vương quốc Ả Rập Thống nhất - Kuwait - Qatar |

Người sở hữu hộ chiếu ngoại giao hoặc công vụ của Síp, Đức, Jordan, Nga và Hàn Quốc được miễn thị thực lên đến 90 ngày.

## Thị thực tại cửa khẩu
Citizens of the following 68 countries and territories may obtain a single entry visa on arrival valid for 30 days (unless noted otherwise):
| - Tất cả công dân Liên minh Châu Âu \| - Andorra - Argentina - Bolivia - Brasil - Brunei1 - Canada - Chile - Colombia - Đài Loan - Ecuador - Hàn Quốc1 - Hoa Kỳ - Hồng Kông - Iceland - Indonesia - Liban - Liechtenstein - Macao - Macedonia - Malaysia \| - Maldives - Moldova - Monaco - New Zealand1 2 - Na Uy - Nam Phi - Nhật Bản - Paraguay - San Marino - Serbia - Seychelles - Singapore - Suriname - Thụy Sĩ - Thái Lan - Thổ Nhĩ Kỳ - Úc - Uruguay - Thành Vatican - Venezuela \| \| | |  |
| - Andorra - Argentina - Bolivia - Brasil - Brunei1 - Canada - Chile - Colombia - Đài Loan - Ecuador - Hàn Quốc1 - Hoa Kỳ - Hồng Kông - Iceland - Indonesia - Liban - Liechtenstein - Macao - Macedonia - Malaysia | - Maldives - Moldova - Monaco - New Zealand1 2 - Na Uy - Nam Phi - Nhật Bản - Paraguay - San Marino - Serbia - Seychelles - Singapore - Suriname - Thụy Sĩ - Thái Lan - Thổ Nhĩ Kỳ - Úc - Uruguay - Thành Vatican - Venezuela |  |

1 - Được cấp miễn phí.

2 - Có hiệu lực 3 tháng.

## Thị thực điện tử
Công dân của của các quốc gia có thể xin thị thựcc tại cửa khẩu, bao gồm vợ chồng và con cái họ nếu mang quốc tịch khác có thể xin thị thực điện tử có hiệu lực 10 ngày hoặc 30 ngày trực tuyến.

## Thị thực điện tử có điều kiện
Công dân của 28 quốc gia sau, bao gồm vợ chồng và con cái họ nếu mang quốc tịch khác, có thể xin thị thực điện tử, nếu họ có thị thực có hiệu lực của Khối Schengen, Úc, Canada, Anh Quốc, Hoa Kỳ, hoặc giấy phép cư trú của một trong các quốc gia này. Có các lựa chọn gồm thị thực nhập cảnh một lần (giá 20 OMR), hoặc thị thực 1 năm nhập cảnh nhiều lần (giá 50 OMR). Thời gian ở lại được cho phép là 30 ngày (hoặc 30 ngày mỗi lần ghé thăm với thị thực nhập cảnh nhiều lần).
| - Albania - Armenia - Azerbaijan - Ấn Độ - Belarus - Bhutan - Bosna và Hercegovina - Costa Rica - Cuba - El Salvador - Gruzia - Guatemala - Honduras - Iran | - Kazakhstan - Kyrgyzstan - Lào - Maldives - Mexico - Nga - Nicaragua - Panama - Peru - Tajikistan - Trung Quốc - Turkmenistan - Uzbekistan - Việt Nam |  |

## Thị thực chung

### Dubai
Người sở hữu thị thực hoặc dấu nhập cảnh của Tiểu vương quốc Dubai có hiệu lực ít nhất 21 ngày được miễn thị thực Oman. Các quốc tịch được áp dụng là:
| - Andorra - Úc - Áo - Bỉ - Brunei - Canada - Đan Mạch - Phần Lan - Pháp - Đức - Hy Lạp - Hồng Kông - Iceland - Ireland - Ý - Nhật Bản | - Luxembourg - Malaysia - Monaco - Hà Lan - Na Uy - Bồ Đào Nha - San Marino - Singapore - Hàn Quốc - Tây Ban Nha - Thụy Điển - Thụy Sĩ - Anh Quốc - Hoa Kỳ - Vatican |  |

### Qatar
Người sở hữu thị thực của Qatar mà nó có hiệu lực để đến Oman và nếu thị thực đó còn hiệu lực ít nhất một tháng có thể được miễn thị để đến Oman trực tiếp từ Qatar. Các quốc gia được áp dụng là:
| - Andorra - Áo - Úc - Bỉ - Brunei - Canada - Đan Mạch - Phần Lan - Pháp - Đức - Hồng Kông - Iceland - Ireland - Ý - Nhật Bản - Liechtenstein | - Luxembourg - Malaysia - Monaco - Hà Lan - Na Uy - Bồ Đào Nha - San Marino - Singapore - Hàn Quốc - Tây Ban Nha - Thụy Điển - Thụy Sĩ - Anh Quốc - Hàn Quốc - Thành Vatican |  |

## Thị thực điện tử
Thị thực Oman có thể được xin trực tuyến qua trang web của Cảnh sát Hoàng gia Oman.

## Từ chối nhập cảnh
Công dân của Israel bị từ chối nhập cảnh Oman.

## Quá cảnh không cần thị thực
Công dân từ bất cứ quốc gia nào có vé chuyến tiếp theo có thể quá cảnh tại Oman không cần thị thực lên đến 6 tiếng. Không áp dụng với công dân  Israel.